# Eldorado (Misiones)
Eldorado – miasto w prowincji Misiones w Argentynie. Ośrodek administracyjny departamentu Eldorado